# Peter van de Velde
Pour les articles homonymes, voir Van de Velde.

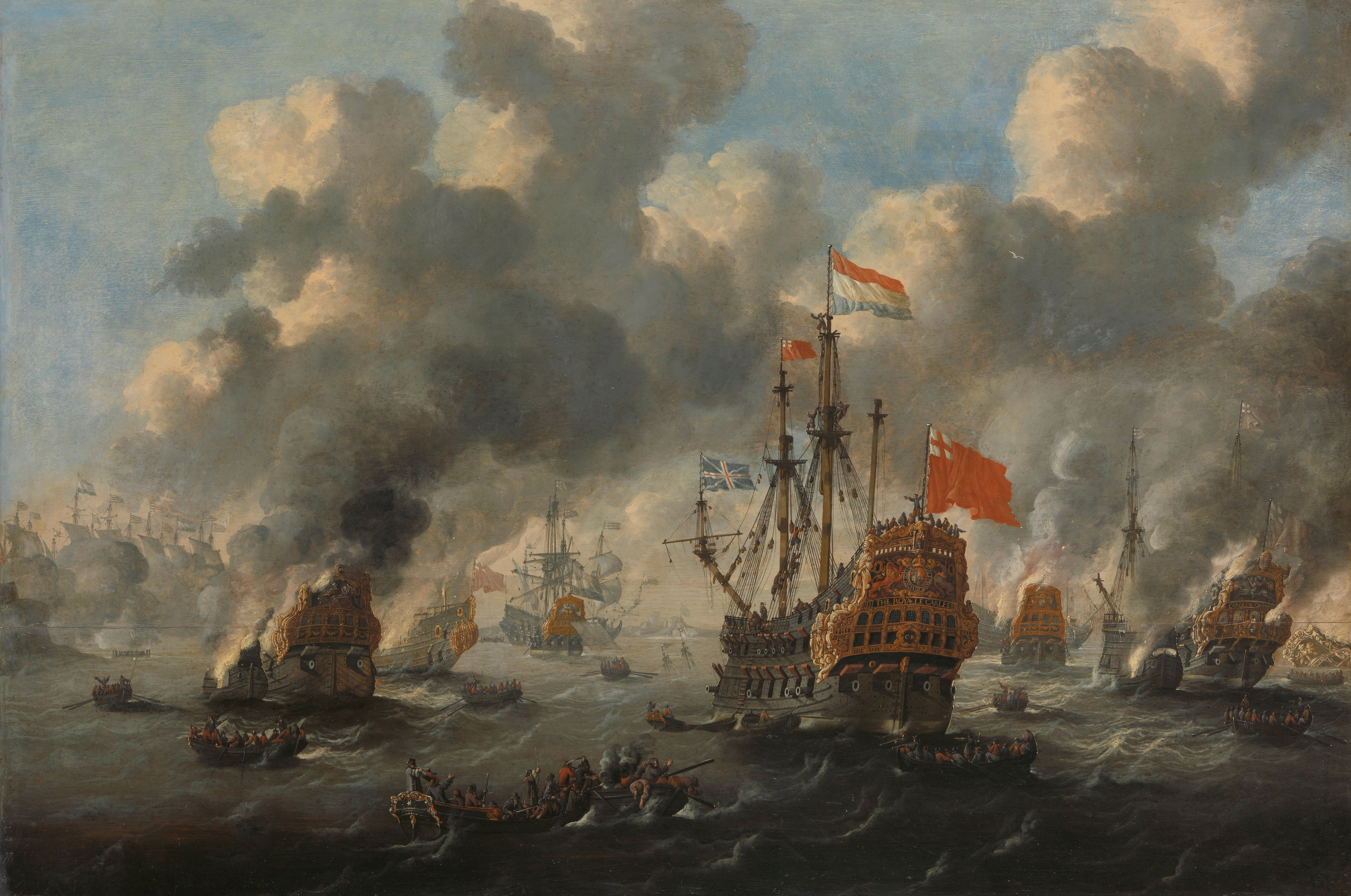
Tableau de Peter van de Velde représentant la marine de la république des Provinces-Unies attaquant la Royal Navy lors du Raid sur la Medway.

Peter van de Velde est un peintre brabançon de style baroque ayant vécu lors de l’âge d'or de la peinture néerlandaise. On sait peu de choses de lui, mis à part qu'il est né à Anvers en 1643.